# マルエス主婦の店

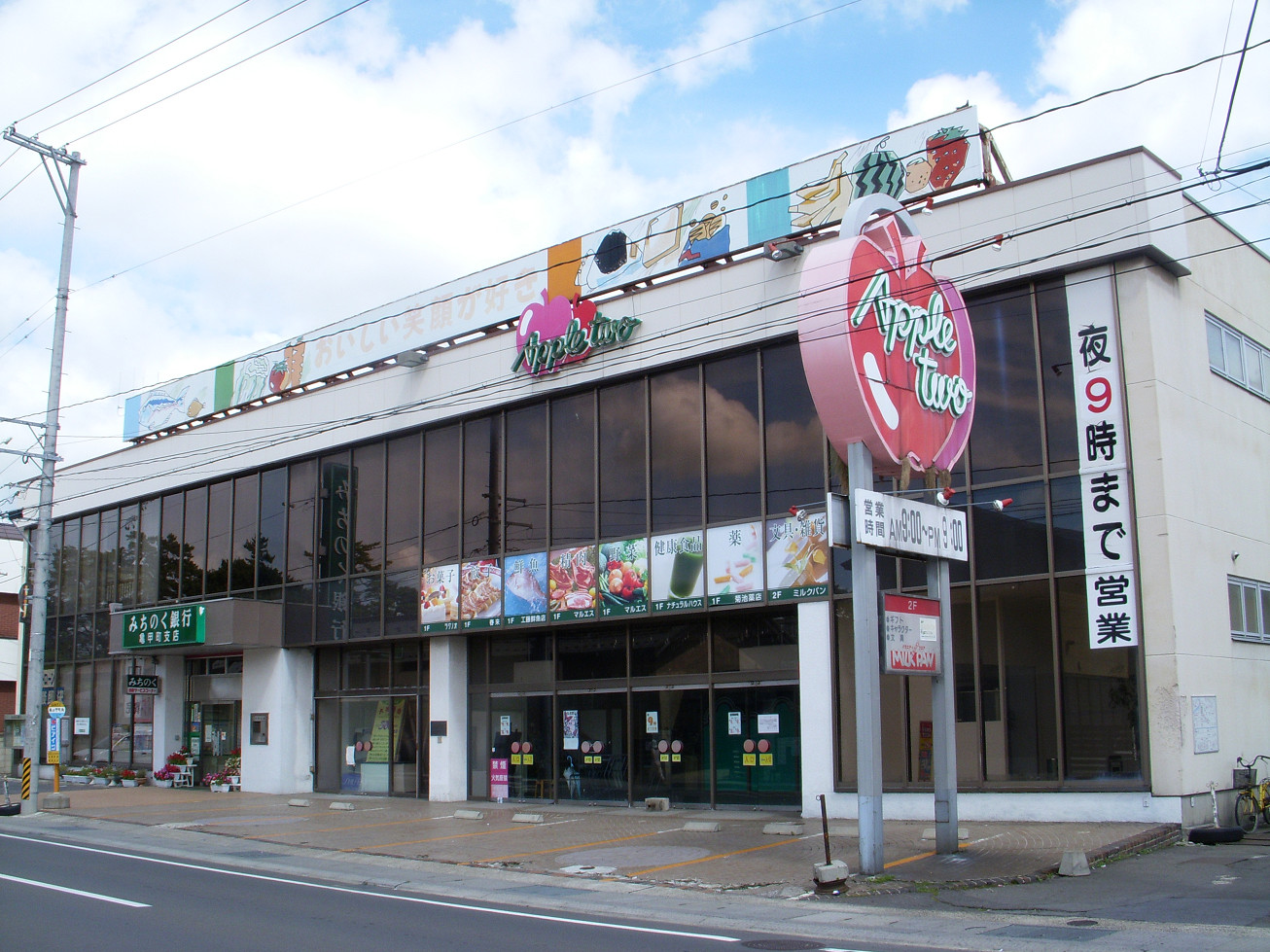
アップルツー店（2008年8月撮影）

株式会社マルエス主婦の店（マルエスしゅふのみせ、Maruesu.Co.）は、かつて青森県弘前市に本社を置き、スーパーマーケットチェーンの「Maruesu」（マルエス）を展開していた企業である。名前の通り、○にSの字をあしらったマークをシンボルとしていた。

## 歴史・概要
1958年（昭和33年）11月29日に新戸部ツヤが弘前市土手町57で資本金80万円で株式会社主婦の店を設立し、当時の随一の繁華街であった下土手商店街に、津軽初のスーパーマーケットとして主婦の店弘前店を開店したのが始まりである。
スーパーマーケットの開業に伴って食料品を主力とし、地元小売店に大きな影響を与えたとされている。
1963年（昭和38年）7月に仕入れ部門を分離して「株式会社マルエス商事」としたが、1966年（昭和41年）9月に同社を吸収合併して株式会社マルエス主婦の店に商号を変更した。
スーパーマーケットを多店化したほか、健康食品販売店やレンタル事業、パチンコホールの運営にも進出した。
最盛期となった2000年（平成12年）5月期に年商100億円を突破し、2003年（平成15年）5月期まで売上高100億円の大台を維持した。

### 破産
その後は、競争の激化により売上が減少傾向となり、2007年（平成19年）5月期は売上高が約74億円と落ち込んだことから、資金繰りが悪化。
2008年（平成20年）7月13日に9店舗全店を閉鎖して事業を停止することになった。
そのうち3店舗を同業のユニバースに事業譲渡をされた。
この秋までに改装後、店名をユニバースでは無く新業態である『Uマート』として順次開業する予定となっていた（これは3店舗とも売場面積が1,000m2前後と小規模店舗であり、現行のユニバースの店舗基準である2,000m2よりも下回っていることなどが挙げられる）。
その後、同年7月25日に青森地方裁判所弘前支部に破産手続きを申し立て、同年8月1日に破産手続開始決定を受けた。
破産後手続き後の同年8月21日に、ユニバースへ譲渡された2店舗（桔梗野店・弘大前店）がUマートとして新装開店した。
『お隣さん』というプライベートブランドも展開し、それを冠した商品（牛乳〔萩原乳業製造〕、納豆〔野田食品工業製造〕）が販売されていた。また「お隣さんです〜」というイメージソングも制作し、店内で流された。後に佐藤生朗（弘前出身）をはじめ、地元東奥義塾高等学校出身者らで結成されたコーラス・グループJ's（ジェイズ）により、同曲のカバーがなされ、2006年10月には同曲を含めたコラボレーション・ミニアルバムとして「Maruesu meets J's」を発表した（ジャケットはマルエスマークをあしらったもの）。

## 沿革
- 1958年（昭和33年）
  - 11月29日[4] - 新戸部ツヤが弘前市土手町57で[4]資本金80万円で株式会社主婦の店を設立[1]。
  - 12月23日 - 主婦の店弘前店（後の土手町店）を開店[14]。
- 1963年（昭和38年）7月 - 仕入れ部門を分離して「株式会社マルエス商事」を設立[8]。
- 1966年（昭和41年）9月 - 「株式会社マルエス商事」を吸収合併して株式会社マルエス主婦の店に商号を変更[8]。
- 1969年（昭和44年） - 弘前市和徳字和泉に本部を開設[1]。
- 1991年（平成3年）2月 - プリペイドカードを導入[15]。
- 2008年（平成20年）
  - 7月13日 - 9店舗全店を閉鎖して事業を停止[6]。
  - 7月25日 - 青森地方裁判所弘前支部に破産手続きを申し立て[12]。
  - 8月1日 - 青森地方裁判所弘前支部から破産手続開始決定を受ける[12]。
  - 8月21日 - ユニバースへ譲渡された2店舗（桔梗野店・弘大前店）がUマートとして新装開店した[12]。

## 店舗

### 事業停止までに存在した店舗

#### スーパーマーケット事業部
弘前市
- アップルツー（Apple two）（弘前市亀ノ甲町60[16]、1978年（昭和53年）12月14日開店[16]）

敷地面積約3,600m2、鉄骨鉄筋コンクリート造地上2階建て、延べ床面積約2,547.66m2、店舗面積約2,169.65m2（当社店舗面積約485.75m2）、駐車台数約300台。
ショッピングセンター。2階建てで1階にはスーパー「マルエス」の他、鮮魚店、精肉店、神戸屋、ナチュラルハウス、ラグノオ、菊池薬店、生花店などの専門店も入っており、2階には文具・雑貨の「MILK PAN」（ミルクパン）やゲームコーナーがあった。かつては1階に軽食店、2階に喫茶店もあった。2009年7月、みちのく銀行亀甲町支店を除く、店舗部分のみ解体された。
- 鍛治町店（十番館）（弘前市鍛治町29[17]、1972年（昭和47年）10月開店[17]）

店舗面積360m2
- 桔梗野店（弘前市桔梗野3-5-11[14][18]、1964年（昭和39年）5月22日開店[14]）

店舗面積110m2 → 330m2
改装してユニバースUマート桔梗野店として2008年（平成20年）8月21日に新装開店した。
- 本町店（弘前市本町46[17]、1975年（昭和50年）10月開店[17]）

店舗面積396m2
- 城東店（弘前市城東北2-1-16[17]、1976年（昭和51年）4月開店[17]）

店舗面積528m2
- 弘大前店（弘前市大字富田3-7-8[20]）

スーパーマルサン富田店跡の建物に出店していた。
改装してユニバースUマー弘大前店として2008年（平成20年）8月21日に新装開店したが、店舗建物老朽化により2020年（令和2年）6月30日に閉店した。その後、店舗建物は解体され、跡地に青森市の紅屋商事の「メガ富田店」として2021年9月に開業。
- 若葉店 - 2000年10月開店。[要出典]

平川市
- 尾上店 - 尾上栄松に所在。[要出典]

- 平賀店 - 柏木町字東田に所在。[要出典]

#### 専門店事業部
- ナチュラルハウスマルエス - アップルツー内の健康食品店[23]。1986年8月開店。
- ミルクパン - アップルツー内の玩具・娯楽用品店[23]。
- ラッキーランドリー富田店 - 富田町大通りに所在。旧富田店が弘大前店として移転開業した後、開業したコインランドリー。現在は閉店、貸店舗。[要出典]

### 事業停止前に閉店した店舗

#### スーパーマーケット事業部
弘前市
- 土手町店（弘前市土手町57[14][18]、1958年（昭和33年）12月23日開店[14][18]）

店舗面積230m2 → 651m2
創業店。
- 駅前店（弘前市駅前町1-1[14][18]、1964年（昭和39年）3月3日開店[14][18]）

店舗面積276m2 → 707m2
- 桝型店（富田町197[14][18]、1964年（昭和37年）11月28日開店[24]）

店舗面積62m2 → 396m2
- 松原店（弘前市中野4-2-8[25]、1966年（昭和41年）7月15日開店[25]）

店舗面積297m2
- 松森店（弘前市松森町67[24]、1970年（昭和45年）8月2日開店[24]）

店舗面積264m2 → 297m2
松森町に所在。マルエスを軸に複数の食品店が集まっており、「テンフード」の愛称も付いていた。1990年代に閉店。現在、跡地は青森県道109号弘前平賀線が通っている。
- 和徳店（弘前市和徳町23[19]、1959年（昭和34年）8月開店[17]）

店舗面積50m2 → 120m2 → 396m2
- 宮園店 - 1983年12月開店。2007年に閉店。ただし、事業停止まで、公式ウェブサイトの店舗一覧から削除されることはなかった。[要出典]

- 城西店（弘前市駒越町13[17]、1971年（昭和46年）9月開店[17]）

店舗面積297m2
- 富田店（弘前市富田町132[17]、1981年（昭和56年）5月開店[17]）

店舗面積396m2
- 千年店[要出典]

- 大鰐店（南津軽郡大鰐町大字蔵館[26]、1967年（昭和42年）4月開店[5]）

店舗面積116m2

#### 専門店事業部
弘前市
- はなぞのショップ（弘前市外崎1-1-1[27]）

花・植木店
- 中国四川料理ベア - 土手町に所在していた中国料理店。2006年頃閉店。[要出典]

平賀町（現：平川市）
- S・マート平賀店 - 1999年12月開店。柏木町字東田に所在していた。2006年 - 2007年頃閉店。[要出典]

#### 遊技事業部
弘前市
- パチンコサンサン駅前店 - 駅前町に所在していた（現在の弘前警察署弘前駅前交番辺り）。[要出典]
- サンサンホール（弘前市土手町[28]）

平賀町（現：平川市）
- パチンコサンサン平賀店（南津軽郡平賀町大字本町字北柳田1-1[29]）

黒石市
- パーラーサンプラザ黒石店（黒石市追子野木3-440[30]）

## かつての関連企業
- 株式会社マルエス商事（弘前市和徳稲元101[31]、1963年（昭和38年）7月設立[31]、資本金1110万円[31]）

食料品・衣料品・化粧品・家庭用雑貨卸。
大株主は当社と株式会社弘前自動車学校だった。
- 株式会社弘前自動車学校（弘前市小沢大開406[32]）

新戸部ツヤが取締役を兼務し、当社と共に株式会社マルエス商事の大株主となっていた。
- 株式会社フジモーターズ → マルエス自工株式会社（現・ムジコ・クリエイト）（弘前市和徳町91[34][35]、1958年（昭和33年）8月設立[34]、資本金480万円[35] → 1200万円[34]）

自動車および同部品の販売、自動車教習所運営。
新戸部ツヤが取締役を兼務していた。
1958年（昭和33年）8月に富士商会として設立され、1962年（昭和37年）8月に株式会社フジモーターズと改称し、1972年（昭和47年）1月に株式会社弘前中央自動車学校を合併してマルエス自工株式会社となった。
当社の経営破綻時点では、グループから離脱し資本関係は無かった。
- - 弘前モータースクール（弘前市和徳字和泉16[36]）
  - 青森モータースクール（青森市野尻字平岡86-2[37]）
  - 八戸モータースクール（八戸市石堂字平39-4[38]）

- マルエス総業（弘前市堅田富田155-18[39][40][41]、1964年（昭和39年）1月設立[39][40]、資本金500万円[39] → 1000万円[40]）

段ボール製品販売 → 不動産売買およびパチンコ店向けの遊技器具の販売・修理。

## 事業所
- 配送セシター（弘前市和徳和泉24-1[42]）

#### 広報資料・プレスリリースなど一次資料
1. ↑  ユニバースのリリースより（2008年7月14日）[リンク切れ]
2. 1 2  『第42期 有価証券報告書』 ユニバース、2009年7月16日。pp10
3. ↑  http://motor-school.jp/pdf/080715.pdf%5B%5D